# Micco Spadaro
Micco Spadaro, al secolo Domenico Gargiulo (Napoli, 1609/1612 – 1675), è stato un pittore italiano di stile barocco, attivo principalmente a Napoli, ricordato come paesaggista e soprattutto per aver documentato i tumultuosi avvenimenti della Napoli del XVII secolo (eruzioni, epidemie, la rivolta di Masaniello).

## Biografia

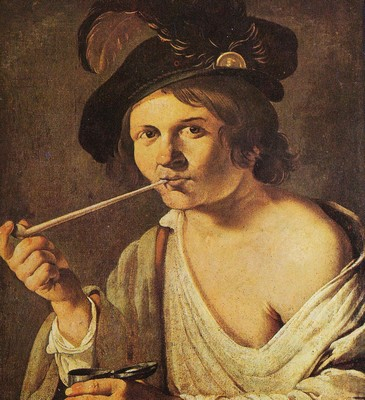
Micco Spadaro, ritratto di Masaniello.

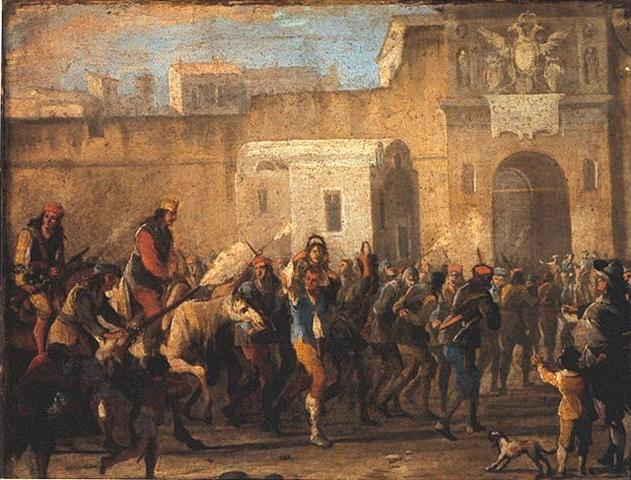
Micco Spadaro, Punizione dei ladri durante la rivolta di Masaniello.

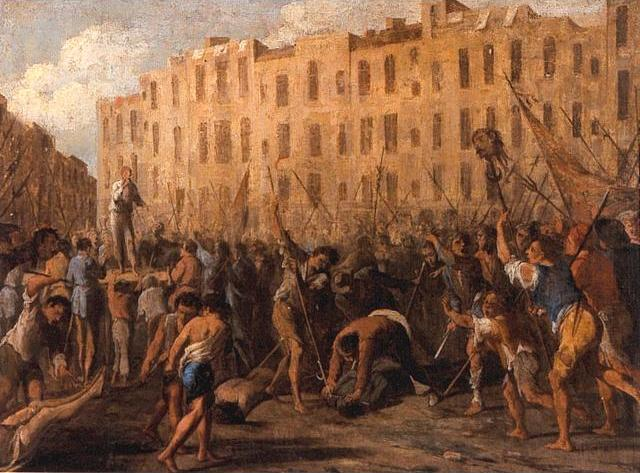
Micco Spadaro, Uccisione di Don Giuseppe Carafa.

Non è nota con sicurezza la data di nascita e di morte di Micco Spadaro. Bernardo De Dominici, il suo primo biografo, scrisse che «nacque nella città di Napoli l'anno 1612 da Pietro Antonio, che l'arte di spadaro esercitava nella strada detta di Visitapoveri» e che morì all'età di 67 anni (nel 1679). Tuttavia negli archivi parrocchiali dell'epoca lo storico dell'arte Giuseppe Ceci non ha trovato documenti che confermino queste date.
Il soprannome con cui è universalmente conosciuto è dovuto al mestiere del padre, che era un artigiano forgiatore di spade. Iniziò quando venne preso a bottega da Aniello Falcone, che frequentò assieme ad Andrea di Leone e Salvator Rosa. In seguito collaborò con Viviano Codazzi e i suoi primi lavori furono influenzati da Paul Bril e Filippo Napoletano.
Fra i suoi maggiori committenti vi fu il collezionista fiammingo Gaspare Roomer, a cui il pittore dovette la sua fortuna. Lavorò anche per la Certosa di San Martino, dove dipinse nel Coro dei Conversi e nel Quarto del priore. Dello Spadaro sono poi molto famose le rappresentazioni dell'insurrezione di Masaniello e della peste del 1656.

Commenta Raffaele La Capria, a proposito dei dipinti di Micco Spadaro riguardanti le emergenze di Napoli nel XVII secolo (rivolta di Masaniello, peste, eruzioni): 
(Raffaele La Capria, L'armonia perduta, Milano, Mondadori, 1986, pp. 83-84)
Di recente il Museo San Martino di Napoli ha acquisito uno dei capolavori più esemplari di Micco Spadaro, “L’Eruzione”, ricollegandolo ad altri dipinti del pittore già presenti all’interno del Museo, come  “La rivolta di Masaniello”, “La peste del 1656”, entrambi di pari misura ed imponenza, oltre e due quadri più piccoli, “Punizione dei ladri al tempo di Masaniello” e “L’uccisione di don Giuseppe Carafa”, e completando così un ciclo completo di rappresentazioni sulla storia di Napoli durante il Seicento.
“ L’Eruzione” rappresenta uno dei momenti più tragici della città di Napoli, colta improvvisamente da circostanze catastrofiche in seguito all’eruzione del Vesuvio, preannunciata da violente scosse di terremoto nella notte tra il 15 ed il 16 dicembre del 1631: la popolazione napoletana in preda al dramma e alla disperazione invoca l’aiuto del Santo Patrono, San Gennaro, il quale interviene miracolosamente arrestando l’avanzare della nube che altrimenti si sarebbe abbattuta sulla città.
Nella rappresentazione il soggetto principale è proprio il popolo che unito dalla fede si raduna in una enorme processione, guidata dal cardinale Francesco Boncompagni, che partì dalla zona del Duomo per portare le reliquie del santo in giro per la città.
Quest’opera, per la sapiente resa dei colori, ed una tecnica più esperta rispetto alle altre opere di Spadaro, è stata ipotizzata come un’opera più tarda rispetto al resto della produzione: ogni particolare, e singolo individuo se  pur ripreso nel flusso informe di una processione, è qui ben definito, come ben definita ed espressa è la partecipazione di ciascuno abitante ripreso in atteggiamento di devozione al passaggio della statua  del santo.